# Lachesilla albertina
Lachesilla albertina är en insektsart som beskrevs av Garcia Aldrete 1992. Lachesilla albertina ingår i släktet Lachesilla och familjen kviststövsländor. Inga underarter finns listade i Catalogue of Life.